# Infamous - Belli e dannati
Infamous - Belli e dannati (Infamous) è un film thriller del 2020, scritto e diretto da Joshua Caldwell. Il cast principale del film è composto da Bella Thorne, Jake Manley, Amber Riley, Michael Sirow e Marisa Coughlan.

## Trama
Vivere in una piccola città della Florida e lavorare in un ristorante non è mai stata la vita da sogno di Arielle. Ha sempre desiderato di più, fama, popolarità e ammirazione. Dopo che le vengono rubati tutti i risparmi che le sarebbero serviti per iniziare una vita lontana dalla provincia profonda, Arielle si reca a casa di Dean, un giovane criminale recentemente incontrato che trova intento a una scazzottata con il padre. Nel tentativo di dividerli, il padre l'atterra e Dean, per difenderla, fa cadere il padre alcolizzato dalle scale. Arielle e Dean iniziano così insieme una vita pericolosa, sempre in fuga, rapinando negozi e amandosi appassionatamente. Le loro azioni criminali vengono riprese con il telefonino da Arielle e postate su social media, cosa apprendono essere un modo semplice per avere fama virale. Intraprendono, quindi una pericolosa escalation criminale che porta a sempre più violente e pericolose rapine, inseguimenti della Polizia e omicidi, il tutto rigorosamente documentato. Il sempre maggior numero di seguaci induce Arielle una vera e propria ossessione. Dirigendosi verso Hollywood, la City of Stars, si renderanno conto di ciò che serve per diventare famosi e dovranno decidere se ne vale davvero la pena.

## Produzione

### Cast
Nel febbraio 2019 è stato annunciato che Bella Thorne si era unita al cast del film, inizialmente intitolato Southland con Joshua Caldwell direttore della sceneggiatura da lui scritta. Nel maggio 2019, Jake Manley si è unito al cast del film. Nel luglio 2019, Amber Riley e Michael Sirow si sono uniti al cast del film.

### Riprese
Le riprese sono iniziate a Guthrie, in Oklahoma, nel luglio 2019 e sono terminate a Miami, in Florida, nel settembre 2019.

## Distribuzione
Nel maggio 2020, Vertical Entertainment ha acquisito i diritti di distribuzione del film, ribattezzandolo Infamous. Il film è stato rilasciato su video on demand e in circa 35 sale drive-in il 12 giugno 2020.

## Accoglienza

### Incassi
Infamous ha incassato $160,371 in 58 sale nel suo weekend di apertura, finendo secondo tra i film esposti. Nel suo secondo fine settimana, il film ha incassato $104.000 dollari da 37 sale (con un calo del 35%).

### Critica
Sul sito Rotten Tomatoes, il film ha conseguito un indice di gradimento del 25% sulla base di 18 recensioni, con una valutazione media di 4.52/10. Su Metacritic, il film ha un punteggio medio ponderato di 41 su 100, basato su cinque critici, che indicano "recensioni contrastanti o medie".
Gran parte della critica professionista ha sottolineato come l'opera riesca ad adattare delle figure chiaramente ispirate a quelle di Bonnie e Clyde nell'era dei social media.